# 1 500 mètres féminin aux Jeux olympiques d'été de 2008 (athlétisme)
Navigation
Athènes 2004 Londres 2012
L'épreuve du 1 500 mètres féminin aux Jeux olympiques d'été de 2008 a eu lieu le 21 pour les séries et le 23 août 2008 pour la finale, dans le Stade national de Pékin.
Les limites de qualification étaient de 4 min 07 s 00 pour la limite A et de 4 min 08 s 00 pour la limite B.
Cette course a été privée de plusieurs de ces favorites à la suite d'un scandale de dopage chez les athlètes russes. Trois athlètes, Yuliya Fomenko, Tatyana Tomashova et Yelena Soboleva ont été suspendues par leur fédération.

## Records
Avant cette compétition, les records dans cette discipline étaient les suivants :
| Record du monde  | 3 min 50 s 46 | Qu Yunxia  | Chine    | 11 septembre 1993 | Pékin |
| Record olympique | 3 min 53 s 96 | Paula Ivan | Roumanie | 1er octobre 1988  | Séoul |

## Médaillées
| Or          | Argent            | Bronze          |
| Nancy Lagat | Iryna Lishchynska | Nataliya Tobias |

## Résultats

### Finale (23 août)
| Rang | Pays        | Athlète                | Temps              |
| ---- | ----------- | ---------------------- | ------------------ |
| 1    | Kenya       | Nancy Lagat            | 4 min 00 s 23 (PB) |
| 2    | Ukraine     | Iryna Lishchynska      | 4 min 01 s 63      |
| 3    | Ukraine     | Nataliya Tobias        | 4 min 01 s 78 (PB) |
| 4    | Royaume-Uni | Lisa Dobriskey         | 4 min 02 s 10 (PB) |
| 5    | Bahreïn     | Maryam Yusuf Jamal     | 4 min 02 s 71      |
| 6    | Espagne     | Natalia Rodríguez      | 4 min 03 s 19 (SB) |
| 7    | États-Unis  | Shannon Rowbury        | 4 min 03 s 58      |
| 8    | Espagne     | Iris Fuentes-Pila (en) | 4 min 04 s 86      |
| 9    | Ukraine     | Anna Mishchenko        | 4 min 05 s 13 (PB) |
| 10   | Maroc       | Siham Hilali           | 4 min 05 s 57      |
| 11   | Russie      | Anna Alminova          | 4 min 06 s 99      |
| 12   | Maroc       | Btissam Lakhouad       | 4 min 07 s 25      |

### Séries (21 août)
33 athlètes étaient inscrites et ont été réparties dans trois séries.
Les trois premières de chaque série et trois meilleurs temps se sont qualifiés pour la finale.
| Rang | Pays        | Athlète                  | Temps                |
| ---- | ----------- | ------------------------ | -------------------- |
| 1    | Bahreïn     | Maryam Yusef Jamal       | 4 min 05 s 14 Q      |
| 2    | Espagne     | Natalia Rodríguez        | 4 min 05 s 30 Q      |
| 3    | Maroc       | Siham Hilali             | 4 min 05 s 36 Q (SB) |
| 4    | Ukraine     | Anna Mishchenko          | 4 min 05 s 61 q (PB) |
| 5    | Australie   | Sarah Jamieson (en)      | 4 min 06 s 64        |
| 6    | Royaume-Uni | Stephanie Twell          | 4 min 06 s 68        |
| 7    | Pologne     | Anna Jakubczak-Pawelec   | 4 min 07 s 33        |
| 8    | États-Unis  | Christin Wurth           | 4 min 09 s 70        |
| 9    | Kenya       | Irene Jelagat            | 4 min 09 s 92        |
| 10   | Grèce       | Konstantina Efedaki (en) | 4 min 15 s 02        |
| 11   | Algérie     | Nahidha Touhami          | 4 min 18 s 99        |

| Rang | Pays          | Athlète                    | Temps              |
| ---- | ------------- | -------------------------- | ------------------ |
| 1    | Ukraine       | Iryna Lishchynska          | 4 min 13 s 60 Q    |
| 2    | Espagne       | Iris Fuentes-Pila (en)     | 4 min 14 s 10 Q    |
| 3    | Maroc         | Btissam Lakhouad           | 4 min 14 s 34 Q    |
| 4    | Royaume-Uni   | Susan Scott (en)           | 4 min 14 s 34      |
| 5    | Kenya         | Viola Kibiwott             | 4 min 15 s 62      |
| 6    | Éthiopie      | Gelete Burka               | 4 min 15 s 77      |
| 7    | Namibie       | Agnes Samaria              | 4 min 15 s 80      |
| 8    | États-Unis    | Erin Donohue (en)          | 4 min 16 s 05      |
| 9    | Australie     | Lisa Corrigan (en)         | 4 min 16 s 32      |
| 10   | Pologne       | Lidia Chojecka             | 4 min 19 s 57      |
| 11   | Guinée-Bissau | Domingas Embana Togna (en) | 5 min 05 s 76 (NR) |

| Rang | Pays           | Athlète         | Temps                |
| ---- | -------------- | --------------- | -------------------- |
| 1    | Kenya          | Nancy Lagat     | 4 min 03 s 02 Q (SB) |
| 2    | Ukraine        | Nataliya Tobias | 4 min 03 s 19 Q (SB) |
| 3    | Royaume-Uni    | Lisa Dobriskey  | 4 min 03 s 22 Q (PB) |
| 4    | États-Unis     | Shannon Rowbury | 4 min 03 s 89 q      |
| 5    | Russie         | Anna Alminova   | 4 min 04 s 66 q      |
| 6    | Pologne        | Sylwia Ejdys    | 4 min 08 s 37        |
| 7    | Afrique du Sud | René Kalmer     | 4 min 08 s 41        |
| 8    | Slovénie       | Sonja Roman     | 4 min 08 s 52        |
| 9    | Chine          | Liu Qing        | 4 min 09 s 27        |
| 10   | Éthiopie       | Meskerem Assefa | 4 min 10 s 04        |
| 11   | Maroc          | Bouchra Chaabi  | 4 min 19 s 89        |